# Tomball
La ville américaine de Tomball est située dans le comté de Harris, dans l’État du Texas. Elle comptait 10 753 habitants lors du recensement de 2010.

## Source
- (en) Cet article est partiellement ou en totalité issu de l’article de Wikipédia en anglais intitulé « Tomball, Texas » (voir la liste des auteurs).